# Jonas Rivera
Jonas Rivera est un producteur de cinéma américain né à Castro Valley en Californie.

## Filmographie

### Producteur
- 2009 : Là-haut
- 2009 : George et A.J.
- 2010 : 82e cérémonie des Oscars
- 2015 : Vice-versa
- 2015 : Premier rendez-vous ?
- 2019 : Toy Story 4

### Acteur
- 2006 : Cars : Boost
- 2006 : Cars : Quatre Roues : Boost
- 2009 : The Movie Loft (1 épisode)

### Storyboardeur
- 1998 : 1 001 Pattes
- 2001 : Monstres et Cie